# Franse Senaatsverkiezingen 2001
De Franse Senaatsverkiezingen van 2001 vonden op 23 september 2001 plaats. Het was de veertiende keer dat een derde van de Senaat werd gekozen tijdens de Vijfde Franse Republiek.

## Verkiezingsprocedure
De Franse Senaat wordt indirect gekozen door middel van kiesmannen (grands électeurs), lokale volksvertegenwoordigers, zoals regionale-, departements-, en (soms) stadsbestuurders (w.o. burgemeesters en wethouders).

## Uitslag
| Groepering                                              | Afkorting | Zetels | Verschil | Percentage |
| ------------------------------------------------------- | --------- | ------ | -------- | ---------- |
| Groupe Communiste, républicain et citoyen               | CRC       | 23     |          |            |
| Groupe l'Union centriste                                | UC        | 53     |          |            |
| Groupe des républicains et des indépendants             | RI        | 52     |          |            |
| Groupe du Rassemblement démocratique et social européen | RDSE      | 19     |          |            |
| Groupe du Rassemblement pour la République              | RPR       | 96     |          |            |
| Groupe Socialiste                                       | SOC       | 83     |          |            |
| Niet-ingeschrevenen                                     | NI        | 6      |          |            |
| Totaal:                                                 |           | 321    |          | 100,0 %    |

## Voorzitter
| Afbeelding | Persoon            | Datum van verkiezingen | Opmerking |
| ---------- | ------------------ | ---------------------- | --------- |
|            | Christian Poncelet | 1 oktober 2001         | herkozen  |